# F (Flowerのアルバム)
『F』（エフ）は、2019年3月27日に発売されたFlowerによる3枚目のオリジナルアルバム。

## 概要
前作『花時計』よりおよそ4年ぶりとなるオリジナルアルバム。「CD」「CD+Blu-ray」「CD+DVD」の3形態で発売。
先行配信限定のシングル『紅のドレス』のはじめ、『モノクロ』、『カラフル』、『MOON JELLYFISH』、『たいようの哀悼歌』のシングル4曲、カップリング2曲、新収録曲5曲の全12曲を収録。
藤井萩花脱退後、このアルバムがFlowerの5人体制として唯一のCD作品となった。また、グループは2019年9月30日もって解散のため、これが最後のオリジナルアルバムとなった。

## 収録曲

### CD
1. 紅のドレス
配信シングル
2. たいようの哀悼歌
15thシングル
3. そこらへんによくある話
4. MOON JELLYFISH
14thシングル
5. モノクロ
13thシングル
6. カラフル
13thシングル
7. とても深いグリーン
14thシングルのカップリング曲
8. まだ好きだから
9. My Joe
10. Stranger
15thシングルのカップリング曲
11. Boyfriend -part II-
Crystal Kayのカバー
12. F

### Blu-ray ･DVD
1. モノクロ（Music Video）
2. MOON JELLYFISH (Music Video）
3. たいようの哀悼歌（Music Video）
4. 紅のドレス（Music Video）